# Bernhard Sehring

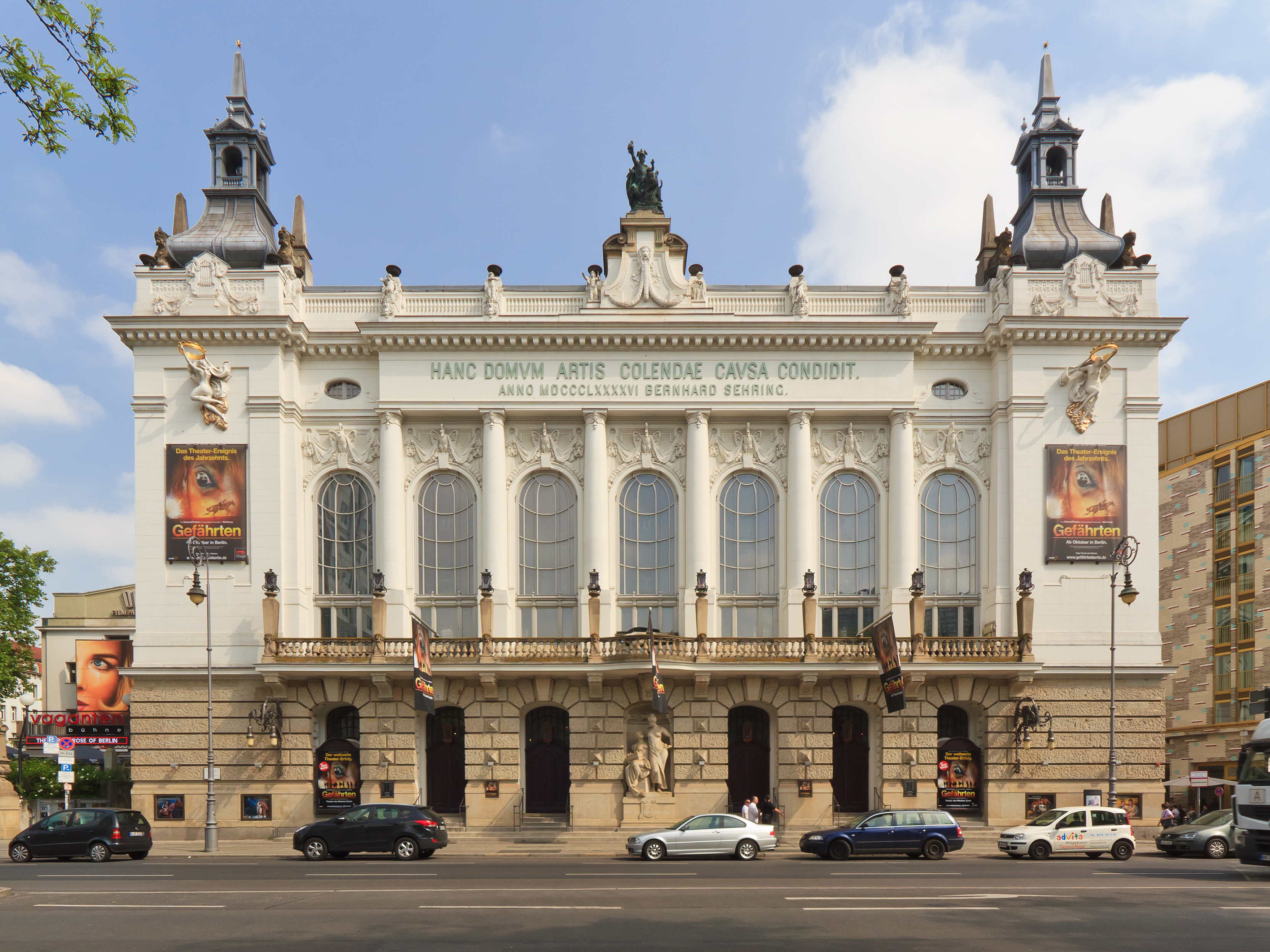
Theater des Westens i Berlin.

Ernst Bernhard Sehring, född 1 juni 1855 i Anhalt-Bitterfeld i Tyskland, död 27 december 1941 i Berlin, var en tysk arkitekt. 
Bernhard Sehring var son till en byggarbetsledare i Dessau. Han utbildade sig på en konstskola i Dessau och studerade 1873–1875 på Polytechnikum Braunschweig och läste därefter arkitektur under fyra terminer på Berliner Bauakademie. Han gjorde 1879/1880 en studieresa till Italien för att ta del av italiensk teaterbyggnadsteknik och trädgårdsarkitektur.
Som statlig stipendiat till Rom 1883 och 1884 deltog han för första gången i en internationell tävling om en teater och grundade sedan tillsammans med Ernst Peters 1885 i Berlin-Kreuzberg arkitektfirman Peters und Sehring. År 1889 övergick han till att bli fristående arkitekt. 
Bernhard Sehring blev känd för sina ritningar till teatrar. Han ritade till exempel Theater des Westens i Berlin-Charlottenburg tillsammans med Paul Blumenreich och Staatstheater Cottbus.

## Verk i urval
- 1889–1890: Konstnärshuset St. Lukas vid Fasanenstrasse 13 i Berlin
- 1890–1895: Bostadshuset Kantstrasse 153 i Berlin-Charlottenburg för Rudolf Diesel
- 1891(?): Königin-Luise-Gedächtnishalle i Neustrelitz
- 1892: Flerfamiljshus, Carmerstrasse 10-11 i Berlin
- 1895–1896: Theater des Westens i Berlin-Charlottenburg
- 1901: Walpurgishalle vid Hexentanzplatz i Thale i Harz
- 1902–1904: Stadsteatern i Bielefeld
- 1903–1904: Villa Löwenpalais i Berlin-Grunewald
- 1905: Bismarck-Brunnen vid Schlossplatz i Breslau
- 1906–1910: Stadthalle Görlitz i Görlitz
- 1907–1908: Staatstheater Cottbus i Cottbus
- 1907–1920: Slottet Roseburg i Ballenstedt
- 1927–1928: Bio Delphi-Palast i Berlin-Charlottenburg (kraftigt skadat under andra världskriget, men med rekonstruerad fasad)

## Bildgalleri

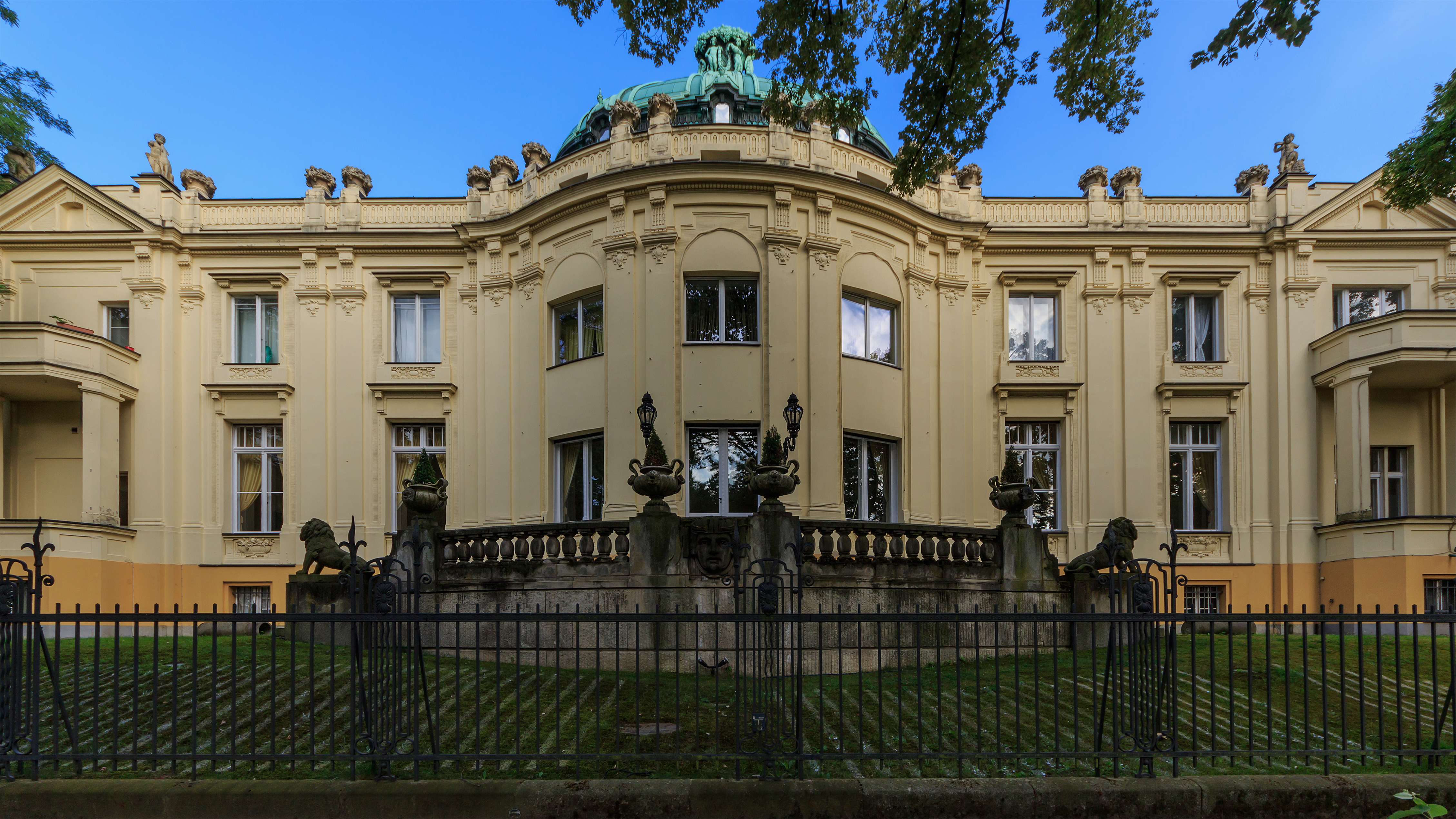
Löwenpalais i Grunewald i Berlin
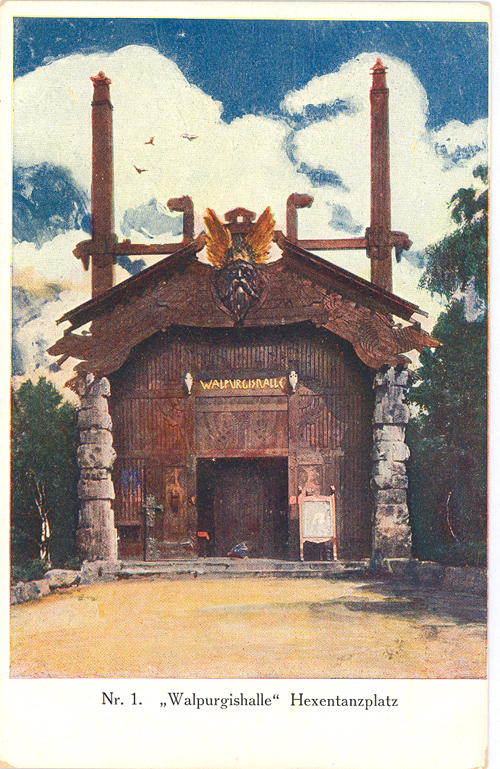
Walpurgishalle på vykort, Thale
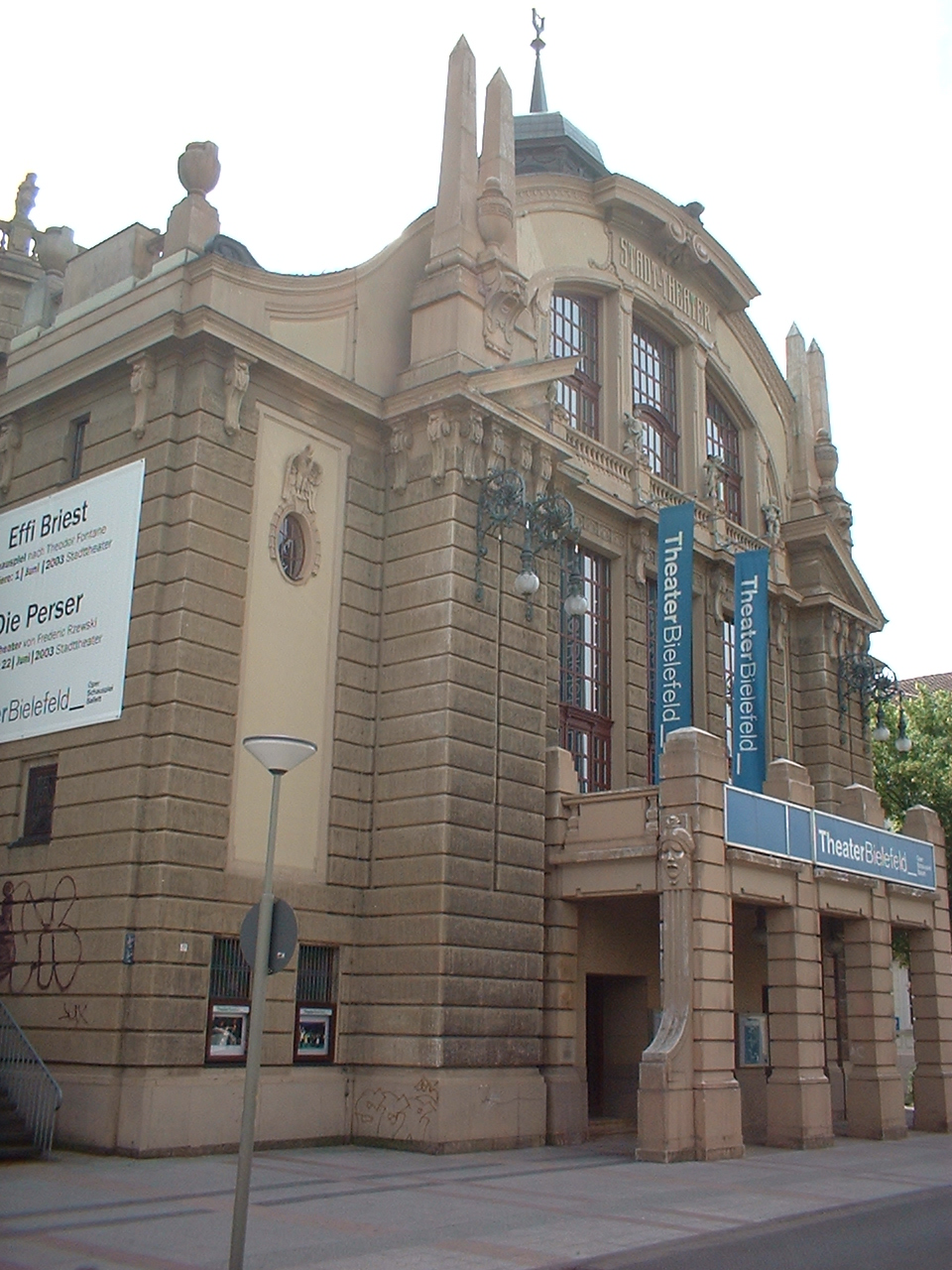
Stadttheater Bielefeld, Bielefeld
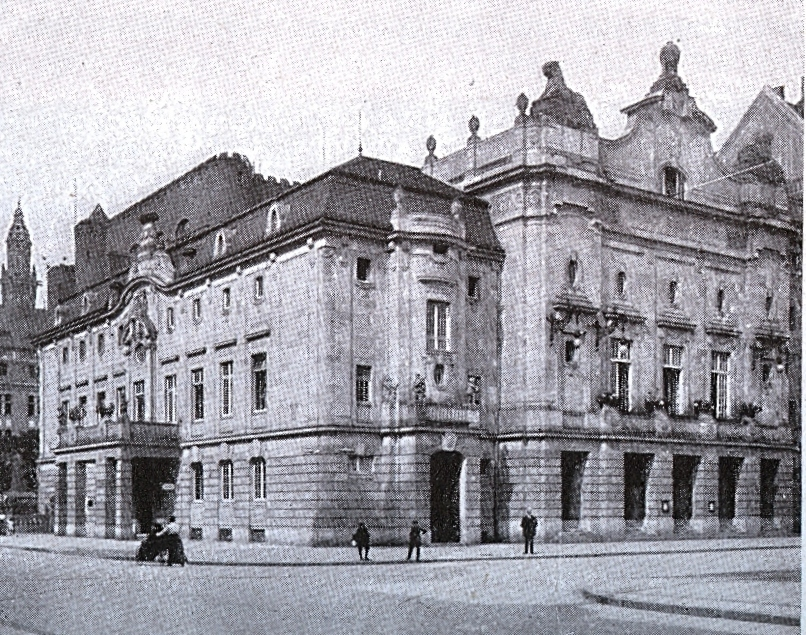
Det tidigare Düsseldorfer Schauspielhaus, Düsseldorf
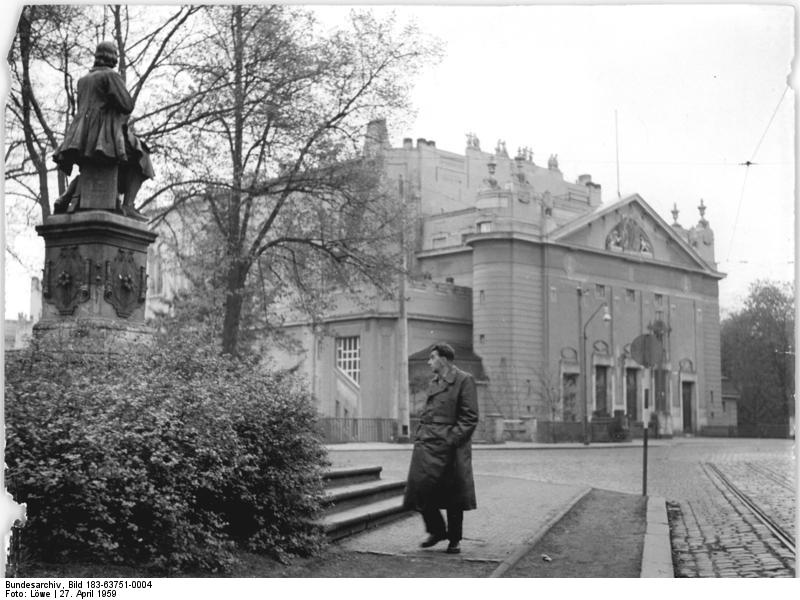
Stadthalle Görlitz, Görlitz, 1959
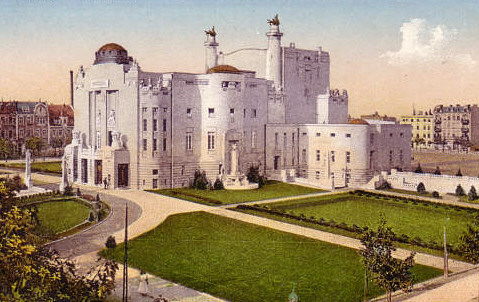
Staatstheater Cottbus
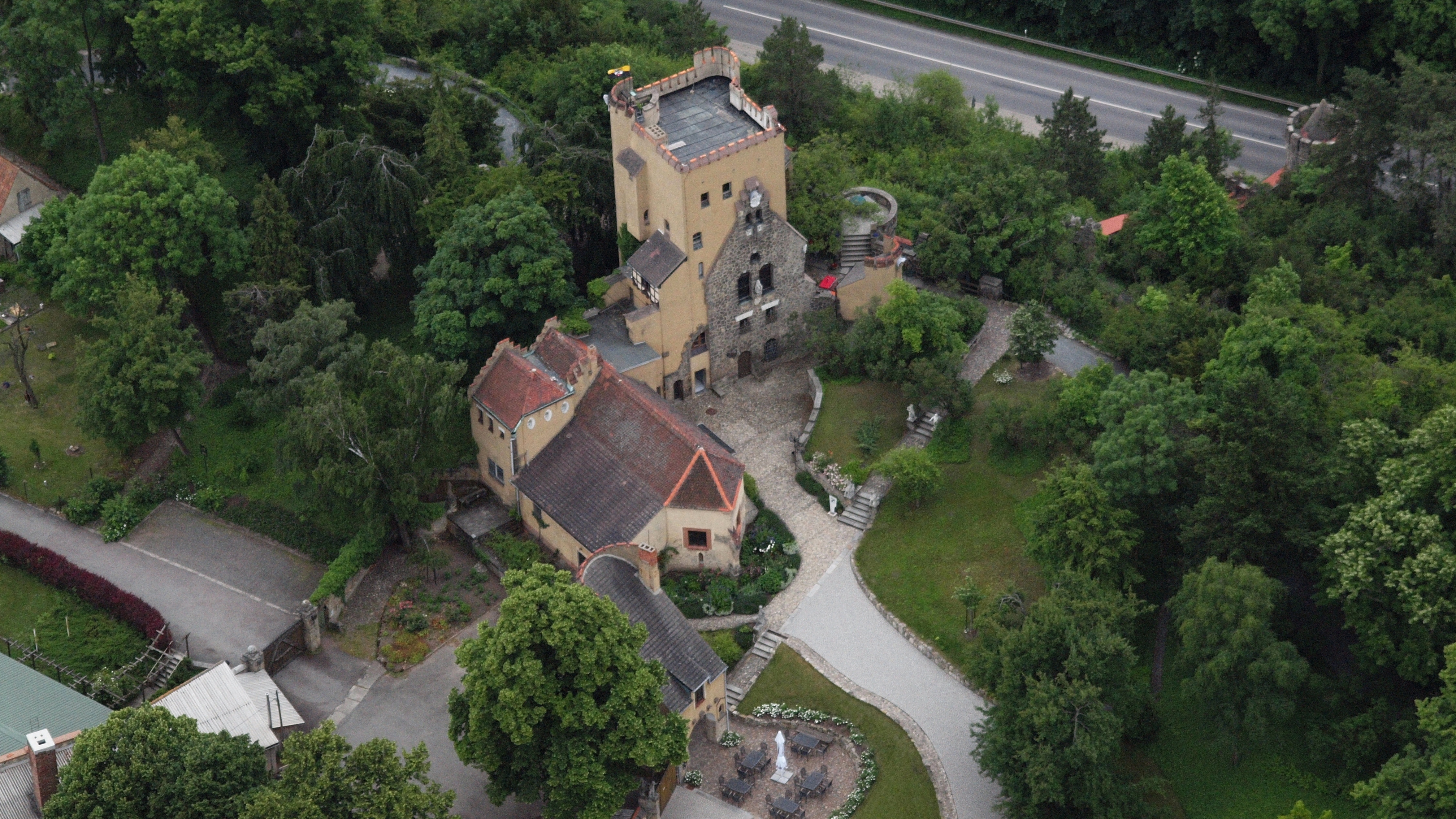
Slottet Roseburg, vid Ballenstedt i Tyskland